# Céline Dion chante Noël
Céline Dion chante Noël è il secondo album ed il primo album natalizio della cantante canadese Céline Dion, pubblicato in Québec il 4 dicembre 1981.

## Contenuti e successo commerciale
Quando Céline entrò in studio per la registrazione del suo primo album, René Angélil oltre ad avere il primo lavoro, ne aveva anche un secondo, ovvero un album di canzoni natalizie.
L'album fu pubblicato tre settimane dopo la pubblicazione dell'album di debutto Céline e contiene dei tradizionali canti natalizi. Sebbene non siano stati pubblicati singoli per promuoverlo, Céline Dion Chante Noël insieme a La voix du bon Dieu, avevano venduto 30 000 copie nel 1981 e avrebbero continuato a vendere circa 125 000 copie l'anno seguente.
I brani Glory Alleluia, Promenade en traîneau e Joyeux Noël sono apparsi anche nel secondo album natalizio della Dion, Chants et contes de Noël (1983). Nel 1993, Céline Dion registrò una versione inglese di Joyeux Noël con i suoi testi originali in inglese per The Christmas Album del produttore David Foster. Questa registrazione di The Christmas Song venne pubblicata anche nel suo terzo album natalizio These Are Special Times (1998). La Dion registrò anche una nuova versione di Petit Papa Noël con Alvin and the Chipmunks nel 1994, per il loro album A Very Merry Chipmunk.

## Tracce

### Céline Dion chante Noël

#### Lato A
1. Glory Alleluia – 3:33 (André Pascal)
2. Le p'tit renne au nez rouge – 2:28 (Johnny Marks, Jacques Larue)
3. Petit Papa Noël – 3:05 (Raymond Vincy, Henri Martinet)
4. Sainte nuit – 2:45 (Franz Xaver, Gruber Joseph Mohr)
5. Les enfants oubliés – 3:12 (Gilbert Bécaud, Louis Amade)

#### Lato B
1. Noël blanc – 2:45 (Irving Berlin, Francis Blanche)
2. Père Noël arrive ce soir – 1:57 (John Frederick Coots, Haven Gillespie)
3. J'ai vu maman embrasser le Père Noël – 2:30 (Tommie Connor, Géo Koger, Loulou Gasté)
4. Promenade en traîneau – 2:52 (Leroy Anderson, Mitchell Parish)
5. Joyeux Noël – 2:38 (Mel Tormé, Robert Wells)